# Közösségi ötletbörze
A közösségi ötletbörze  (angol: crowdsourcing) során egy szervezet a hagyományos esetben belsőleg, saját dolgozók vagy alvállalkozók által elvégzett feladatokat a szervezettől független személyek nagy csoportjának szervezi ki, jellemzően online formában. Jellemzője, hogy a crowd (= tömeg) minden tagja csak egy kis részlettel járul hozzá a teljes feladat elvégzéséhez. Számos altípusa alakult ki, mint a közösségi finanszírozásra alkalmas crowdfounding, vagy a szoftverek tesztelésére alkalmas crowdtesting. Mind üzleti, mind közhasznú, jótékonysági célra vannak példák az alkalmazására. A crowdsourcing a felhős szolgáltatások előretörése mellett az internet egyik legerősebb trendje az elmúlt években.
A crowdsourcing gyakori felhasználási területe, hogy aprólékos munkákat kis szeletekre darabolva sok közreműködő közt osztanak szét. A „crowd”, azaz tömeg kifejezés a folyamatban a résztvevők nagy számából fakad, akik lehetnek önkéntesek vagy részidőben dolgozók. Mindenki csak egy kis darabbal járul hozzá a nagyobb, közös eredmény eléréséhez. A crowdsourcing különbözik a hagyományos outsourcing-tól, mivel itt a kiszervezés jellemzően egy előre meg nem határozott közönségnek történik, nem pedig előre pontosan kiválasztott, megnevezett csoportnak.
A crowdsourcing kifejezést először 2006-ban Jeff Howe, a Wired magazin munkatársa használta egy írásában arról, hogyan szervezik ki a feladatokat egyes vállalkozások magánszemélyeknek online formában. A kifejezés jelentése azóta is folyamatosan fejlődik, változik, ahogy újabb és újabb területeken nyer jogosultságot a használata. Az aprólékos munkák apró darabokban történő kiszervezése azóta számos további felhasználási formával bővült: a crowdvoting a tömegre bíz bizonyos döntéseket szavazáson keresztül, a crowdtesting a tesztelés területére vonja be a tömeget, a crowdfunding pedig különböző projektek finanszírozását oldja meg az online közösség segítségével. Az utóbbi években egyre népszerűbbek a crowdsourcingot kreatív feladatok (design, írás, illusztráció) kiszervezésére használó megoldások is.

## Definíciók
Jeff Howe és Mark Robinson a Wired magazin szerkesztői alkották meg a „crowdsourcing” kifejezést 2005-ben, miközben az vizsgálták, hogyan használják vállalkozások az internetet feladatok kiszervezésére magánszemélyeknek. Howe és Robinson úgy látta, hogy a folyamatot legjobban a „tömegnek való kiszervezés” ("outsourcing to the crowd") írja le, amelyet a „crowdsourcing” formájában rövidítettek. Howe először egy 2006 júniusában használta a kifejezést egy blogban, majd a „Crowdsourcing felemelkedése” címen pár nappal később nyomtatásban is megjelent a cikk a Wired magazinban.

„Egyszerűen definiálva a crowdsourcing azt a tevékenységet fedi, mikor egy vállalkozás vagy szervezet egy addig az alkalmazottai által ellátott funkciót kiszervez egy előre nem pontosan definiált (jellemzően nagy) csoportnak egy nyílt felhívás formájában. A feladat megoldása lehetséges közös munka formájában (amikor van kollaboráció a résztvevők között), de jellemző az is, hogy egyénileg történik. Az elengedhetetlen feltételek a nyílt felhívás és a potenciális résztvevők nagy hálózata.”

Tudományos értekezésben Daren C. Brabham említette meg a crowdsourcing kifejezést először 2008. február 1-én.

„A crowdosurcing egy online, feladatok kiosztására épülő problémamegoldó és termelő modell.”

– Brabham, Daren (2008) , "Crowdsourcing as a Model for Problem Solving: An Introduction and Cases", Convergence: The International Journal of Research into New Media Technologies 14 (1): 75–90

A crowdsourcing üzleti felhasználási lehetőségeiről a Médiapiac portálon jelent meg egy elemzés.

„A crowdosurcing szó az angol crowd (tömeg) és outsourcing (kiszervezés) szavakból tevődik össze. Magyarul közösségi ötletbörzének fordíthatjuk, bár, mint később látni fogjuk, e kifejezés korántsem fedi le az angol megfelelő teljes jelentéstartalmát. A közösségi ötletbörze olyan folyamat, amelyben a vállalatok, vagy egyéb szervezetek a tevékenységük egy pontosan meghatározott részegységét (feladatát) kihelyezik.”

– Csordás Tamás, a Budapesti Corvinus Egyetem oktatója, Crowdsourcing: Mi is a közösségben rejlő valós üzleti potenciál?

A kifejezés klasszikus értelmében egy probléma megoldására egy nyilvános felhívás formájában keresnek résztvevőket. A résztvevők – a crowd tagjai – megoldásokat nyújtanak be, amelyek onnantól a problémát felvető szervezet – a crowdsourcer – tulajdonát képezik. Bizonyos esetekben a probléma megoldásához hozzájárulókat pénzzel vagy nyereményekkel kompenzálják munkájukért, más esetekben az elismerés a jutalmuk. A crowdsourcing folyamat keretében érkezhetnek megoldások önkéntesektől, akik szabadidejükben foglalkoznak a problémával, vagy szakértőktől, kis vállalkozásoktól, amelyek a nyílt felhívás közzététele előtt ismeretlenek voltak a problémát felvető szervezet számára.
A probléma megoldására felhívó szervezet – a crowdsourcer – motivációja jellemzően a folyamat előnyeinek kihasználása. Az előnyök közé tartozik, hogy viszonylag alacsony költségek mellett gyűjthetnek nagyszámú megoldási javaslatot és információt. A résztvevők motivációi lehetnek belsők, mint a közösségi munkában való részvétel, intellektuális kihívás, szabadidő kitöltése vagy külsők, mint az anyagi nyereség.
A nehezen definiálható határai miatt számos együttműködési formát neveznek crowdsourcing-nak, amelyek valójában nem minősülnek annak. A tudományos irodalomban is számos különböző definíció lelhető fel. Különböző szerzők másképpen határozzák meg a crowdsourcing fogalmát szakterületüktől függően, ezzel nehézzé téve a fogalom általánosabb értelemben vett definiálását.
40 különböző – tudományos és populáris irodalomban fellelhető – definíció elemzése után Enrique Estellés-Arolas és Fernando González Ladrón-de-Guevara egy új, átfogó magyarázatát alkotta meg a crowdsourcing-nak:

„ „A crowdsourcing egy olyan online folyamat, amely során egy magánszemély, egy szervezet, egy közhasznú szervezet, vagy egy vállalkozás valamilyen nyílt felhívás formájában felkér egy változó méretű, heterogén, különböző tudással bíró tagokból álló csoportot egy feladat elvégzésére. A résztvevők hozzájárulása a feladat (amelynek komplexitása, modularitása változó lehet) elvégzéséhez számos módon történhet (munkával, pénzzel, tudás vagy tapasztalat megosztásával) de általános jellemzője, hogy mindkét fél részére előnyös. A résztvevő számára az előnyök sokfélék lehetnek: elégedettség, pénzügyi jutalom, társadalmi elismerés, önbecsülés megerősítése, speciális képzettség gyakorlása vagy elsajátítása. A probléma megoldására felhívó szervezet – a crowdsourcer – a résztvevők hozzájárulásait használhatja fel saját hasznára, amelyek formája erősen változó a feladat jellegétől függően".”

## Crowdsourcing az internet előtt
A crowdsourcing kifejezést Jeff Howe és Mark Robinson a Wired magazin szerkesztői alkották meg 2005-ben a crowd (tömeg) és az outsourcing (kiszervezés) szavak összevonásával. Azonban a crowdsourcing filozófiáját már sokkal korábban is alkalmazták bizonyos feladatok elvégzésére. Az Oxford English Dictionary szerkesztése során bárki küldhetett be angol kifejezéseket, a szót felhasználó saját idézete kíséretében. A genealógiai kutatásokban már jóval a számítógépek megjelenése előtt alkalmazták a crowdsourcing-ot: a mormon egyház az 1940-es évektől arra bátorította tagjait, hogy osszanak meg információkat őseikről, felmenőikről, amelyeket egy gyűjteményben tároltak későbbi kutatásokhoz.
A crowdsourcing korai formái sokszor nyílt pályázatok voltak, amelyekkel valamilyen problémára kerestek megoldást. Aki megoldást szolgáltatott a problémára, az nyerte el a felajánlott díjat. A francia állam számos ilyen versenyt hirdetett, állami kitüntetésekkel jutalmazva a nyertest. Ilyen volt a szódagyártásban egykor fontos Leblanc-eljárás kidolgozásához vezető pályázat, amelyet a névadó Nicolas Leblanc nyert el. A Fourneyron turbina szintén így született meg – névadója dolgozta ki az első hidraulikus turbinát egy nyilvános felhívásra.

## Crowdsourcing Magyarországon
Magyarországon első weboldal, amely crowdsourcing modellel dolgozik 2010-ben indult el CreativeSelector néven.

„A portál az első hazai nyílt közösségi innovációs műhely, ahol a vállalatok és a nonprofit szervezetek által megfogalmazott kihívásokra és fejlesztési célokra a kreatív közösség közreműködésével hatékony megoldások születhetnek, amelyet a pályázatok kiírói különböző formában támogathatnak.”

– Világgazdaság Online (2010. 9. 7.) , "Elindult az első hazai crowdsourcing weboldal", Világgazdaság Online

2013 januárjában kezdte meg működését a DesignerTender és a KreaNod, melyek elsősorban kreatív feladatok kiszervezésével foglalkoznak szabadúszó designereknek, valamint utóbbi szövegíróknak is.

„Mindenhol úgy kezelik a kreatívokat, mint egy hentes a húst, és az a fő üzenet a megbízók felé, hogy „egyet fizet, sokat vihet”, és tálcán kínálják a szakembereket. Én erről másképpen gondolkodom. Megérheti ez mindkét félnek, és arra törekszem, hogy a kreatívoknak minél inkább hasznosak legyünk. Ebből pedig a megbízók is bőven profitálhatnak, mert az nekik is jó, ha a dizájnerek szívesen dolgoznak a KreaNodon. ”

–  Szöllősi Gergely, "KreaNod: a kóklereknek semmi", Startup.Mandiner

„Az oldal lényege, hogy a megbízók reklám és design kategóriákban pályázatokat indíthatnak, amiknek ők szabják meg a díjazását és a határidejét is. Ha a kreatívok érdeklődését is felkelti a feladat, akkor beküldik a saját megoldásaikat, és a pályázat kiírójának útmutatásait figyelembe véve tökéletesítik azt. A folyamat végén a győztes megkapja a felajánlott pénzt, a megbízó pedig az elkészült munka felhasználási jogait. ”

–  Halaska Gábor, "KreaNod: a kreatív közösségi finanszírozás", Insider Blog

„Legfőbb motivációnk az, hogy költséghatékony és minőségi látványtervek készüljenek megrendelőinknek és rendszeres munkalehetőséget és bevételt biztosítsunk a designerek számára."DesignerTender"”

2013 szeptemberében indult el hivatalosan Magyarországon is a Münchenben alapított Testbirds crowdtesting szolgáltatása. A Testbirds platformján regisztrálva végfelhasználók tesztelhetnek webes és mobilos alkalmazásokat fizetségért cserébe. A cég felhasználói élmény (UX) tesztelést és hibakeresést egyaránt kínál nagyvállalati ügyfeleinek.

„Magyarországon is elindul a Németországban már sikeres Testbirds crowdtesting szolgáltatása. A szoftverfejlesztőknek rengeteg új tesztelőt, a felhasználóknak pedig némi távmunkás lehetőséget jelent. ”

– hvg.hu, "Így kereshet pénzt azzal, hogy csak a számítógépét nyomogatja", hvg.hu